# オーバーアロットメント
オーバーアロットメントとは、募集又は売出しに係る株式などの有価証券について、募集又は売出し予定数量を超える投資家からの需要があった場合に、当該募集又は売出しの後の市場流通後に起こると予想される需要の過熱を冷やす措置として、主幹事証券会社が発行会社の大株主等から一時的に大株主等の保有する株式を借りて、当該募集又は売出しの予定数量の他に、予定数量の15％を上限に、同一条件で追加的に売出しを行う行為のことである。日本国内では、2002年1月より日本国内で行われる募集又は売出しについて、オーバーアロットメントを行うことが許容されるようになり、2016年に行われたIPOの半分以上で実施されている。冷やし玉やOAと呼ばれることもある。

## 詳説
オーバーアロットメントは、IPOやPOなど募集又は売出しを行うに当たって、機関投資家へのロードショー等の結果予測される需要動向を踏まえた販売及びその後の流通市場における需給の悪化を防止することを目的として導入された制度である。当初の募集又は売出しの予定株数を超える需要があった場合、主幹事証券会社が発行会社の大株主等から一時的に株式を借り、当初の売出予定株数を超過して、募集又は売出しと同じ条件で追加的に投資家に販売することで、需要への対応による株価の急騰防止と需給悪化による株価の大幅な下落のリスク抑制を行っており、これをオーバーアロットメントという。
日本においては、需給悪化を防止する目的から、募集又は売出しの日本国内における予定数量（募集及び売出しを同時に行う場合はそれらの予定数量の合計）の15％を超える数量を、オーバーアロットメントによる売出しとして市場へ出すことは、日本証券業協会の「有価証券の引受け等に関する規則」第29条により禁じられている。また、募集又は売出しを決議した段階で予定していたオーバーアロットメントの実施を、需要動向を踏まえた結果、取り止める場合もある。また、オーバーアロットメントの実施に際して、シンジケートカバー取引又はグリーンシューオプションの行使を行った場合は、案件の主幹事を務めた証券会社が、上場先の金融商品取引所に対して、シンジケートカバー取引又はグリーンシューオプションの行使の総数量等の報告を行うことが、東京証券取引所の「シンジケートカバー取引の報告に関する規則」第2条第2項や名古屋証券取引所の「シンジケートカバー取引の報告に関する規則」第2条第2項など、各証券取引所の規則により義務付けられている。

## グリーンシューオプション
前述の追加的な販売株数を調達する目的で、発行会社の大株主等から主幹事証券会社が借りてきた株式を返還するために、主幹事証券会社は、発行会社または株式を貸した大株主等から、引受価額と同一の条件で追加的に株式を取得する権利を付与されることがある。この権利のことを、オーバーアロットメントオプション（overallotment option）またはグリーンシューオプション（greenshoe option）と呼ぶ。
グリーンシューオプションの行使価格よりも募集又は売出し後の市場価格が下回ってしまった場合、主幹事証券会社は、グリーンシューオプションを行使せず、一定のルールのもとで、シンジケートカバー取引を行う。（後述）
一方、行使価格よりも募集・売出し終了後の市場価格が上回った場合、主幹事証券会社は、追加的に販売した株式数から安定操作取引などで取得した株式数を差し引いた株式数について、グリーンシューオプションを行使することとなる。この場合、主幹事証券会社は、追加的に販売した株式数から安定操作取引などで取得した株式数を差し引いた株式数について、株式を借りた大株主等からその株式を追加的に購入すること、あるいは、発行会社において第三者割当増資を実施し、この割当を受けることにより取得した株式を用いて弁済する方法で、グリーンシューオプションを行使できる。
日本国内のオーバーアロットメントの実施に際してグリーンシューオプションが行われるのは、有価証券の売出しについて、需要動向を踏まえた消化や売出し後の需給関係の悪化を防止しようという趣旨である。

## シンジケートカバー取引
シンジケートカバー取引とは、オーバーアロットメントによる売出しの実施を目的として、主幹事証券会社が大株主等から借り入れた株式の返済に充当するため、市場で株式を買い付けて返済分を調達する取引を指す。シンジケートカバー取引ができるのは、募集又は売出しの申込期間終了日の翌日（IPOの場合であれば上場日当日にあたる）から最長30日以内となっている。前述のとおり、グリーンシューオプションの行使価格よりも募集又は売出し後の市場価格が下回ってしまった場合に行われるものであり、前述のグリーンシューオプションを実施した場合は行われず、またシンジケートカバー取引で必要な株数を全て調達できた場合にグリーンシューオプションを行使する必要もない。また、シンジケートカバー取引のできる期間中に株価がグリーンシューオプションの行使価格より上に推移するようになった結果、調達した株数がシンジケートカバー取引で取得するとされていた上限株数に達していない場合でも、残量をグリーンシューオプションの行使や第三者割当増資で埋めることもある。このシンジケートカバー取引の実施により、市場に出回っている株数が減少することから、株価形成が安定化する。

## オーバーアロットメントが行われる理由
オーバーアロットメントを行うことは、投資家の需要に応えられることとは別に、証券会社並びに発行体にもメリットがあることが、オーバーアロットメント制度が行われている理由である。主幹事証券会社はオーバーアロットメントの実施により、これを実施しない場合よりも引受株数が増加する分だけ引受手数料を多く獲得できる。言い換えれば、買取引受けにおいて主幹事証券会社が割り当てられた株数より多くの株数を販売する能力を持つ状態である超過応募状態に近づけるようにすることで、主幹事証券会社はオーバーアロットメントの実施ができるようになり、そのため、主幹事証券会社は機関投資家向けのロードショーや、個人投資家等向けのブックビルディングで需要が多くなるように営業努力をする。その結果、実際に超過応募状態になればオーバーアロットメントの実施がなされ、主幹事証券会社は付加的に利益を得るということである。これは、発行会社にとっては、本来はもっと高い株価で売れたものを公開価格で売却するということから機会損失であるように見えるが、実際には付加的に資金を調達できるという点で発行会社にとってもメリットになっている。また、超過応募案件は市場ではプレミアムを付け高値で取引されるのが典型的であるので、株価形成の観点でもメリットがあり、次回以降の募集又は売出しをスムーズに進められるというメリットもある。

## 脚註・出典

### 脚註
1. ↑  「over」は「超過する」、「allotment」は「割当て」を意味する英語であり、この2語が合成されて、overallotmentと英語圏でも用いられている[1]。
2. ↑  日本証券業協会の「有価証券の引受け等に関する規則」第2条第20号によれば、「外国株信託受益証券の募集又は売出しを行う場合については、当該募集又は売出しの予定数量のほかに同一条件で追加的に行う募集又は売出しを行うことをいう」とされるなど例外はある[1][2]が、基本的には売出しという行為の中に内包されたスキームであるとされている[3][4]。
3. ↑  オーバーアロットメントは、当初の募集又は売出しの追加として行われるものであり、当初の募集又は売出しの数量に需要が満たない場合、そのオファリングに際してオーバーアロットメントが行われることはない[9]。
4. ↑  グリーンシューオプションの名称は、このスキームを世界ではじめて実施したグリーンシュー社の社名に因んでいる[14]。